# Shang Kun
Shang Kun (chinesisch 尚坤, Pinyin Shàng Kūn; * 21. November 1990 in Yongji (Yuncheng)) ist ein chinesischer Tischtennisspieler. Er spielt derzeit beim 1. FC Saarbrücken in der Tischtennis-Bundesliga. Bei der Universiade 2013 gewann er zwei Medaillen. 

## Werdegang
Shang Kun gehörte seit seinem 17. Lebensjahr dem chinesischen Nationalkader an. Bei den chinesischen Meisterschaften wurde er drei Mal Dritter im Einzel. 10 Jahre lang spielte er in der chinesischen Superliga. 2019 schloss er sich, vom polnischen Erstligisten Dzialdowo kommend, dem 1. FC Saarbrücken an, mit dem er 2020 Deutscher Meister wurde.
Shang Kuns Ehefrau spielt Badminton in der 2. Bundesliga.

## Turnierergebnisse
| Verband | Veranstaltung | Jahr | Ort           | Land | Einzel        | Doppel        | Mixed | Team | U-21  |
| ------- | ------------- | ---- | ------------- | ---- | ------------- | ------------- | ----- | ---- | ----- |
| CHN     | Universiade   | 2013 | Kasan         | RUS  | Silber        |               |       | 1    |       |
| CHN     | World Tour    | 2017 | Budapest      | HUN  | Silber        |               |       |      |       |
| CHN     | World Tour    | 2015 | Kōbe          | JPN  | Halbfinale    | Silber        |       |      |       |
| CHN     | World Tour    | 2013 | Stockholm     | SWE  | Viertelfinale | Viertelfinale |       |      |       |
| CHN     | Pro Tour      | 2012 | Jekaterinburg | RUS  | letzte 16     | letzte 16     |       |      |       |
| CHN     | Pro Tour      | 2011 | Władysławowo  | POL  | letzte 32     | letzte 32     |       |      | Qual. |
| CHN     | Pro Tour      | 2009 | Warschau      | POL  | letzte 64     | letzte 16     |       |      | Gold  |